# Marphysa escobarae
Marphysa escobarae är en ringmaskart som beskrevs av Carrera-Parra och Salazar-Vallejo 1998. Marphysa escobarae ingår i släktet Marphysa och familjen Eunicidae. Inga underarter finns listade i Catalogue of Life.